# 罗尼奥
罗尼奥（義大利語：Rogno），是意大利贝加莫省的一个市镇。总面积15平方公里，人口3947人，人口密度263.1人/平方公里（2009年）。国家统计（ISTAT）代码为016182。

## 友好城市
- 義大利克拉韦萨纳